# Colpotrochia nigra
Colpotrochia nigra là một loài tò vò trong họ Ichneumonidae.